# Macareo del Severn

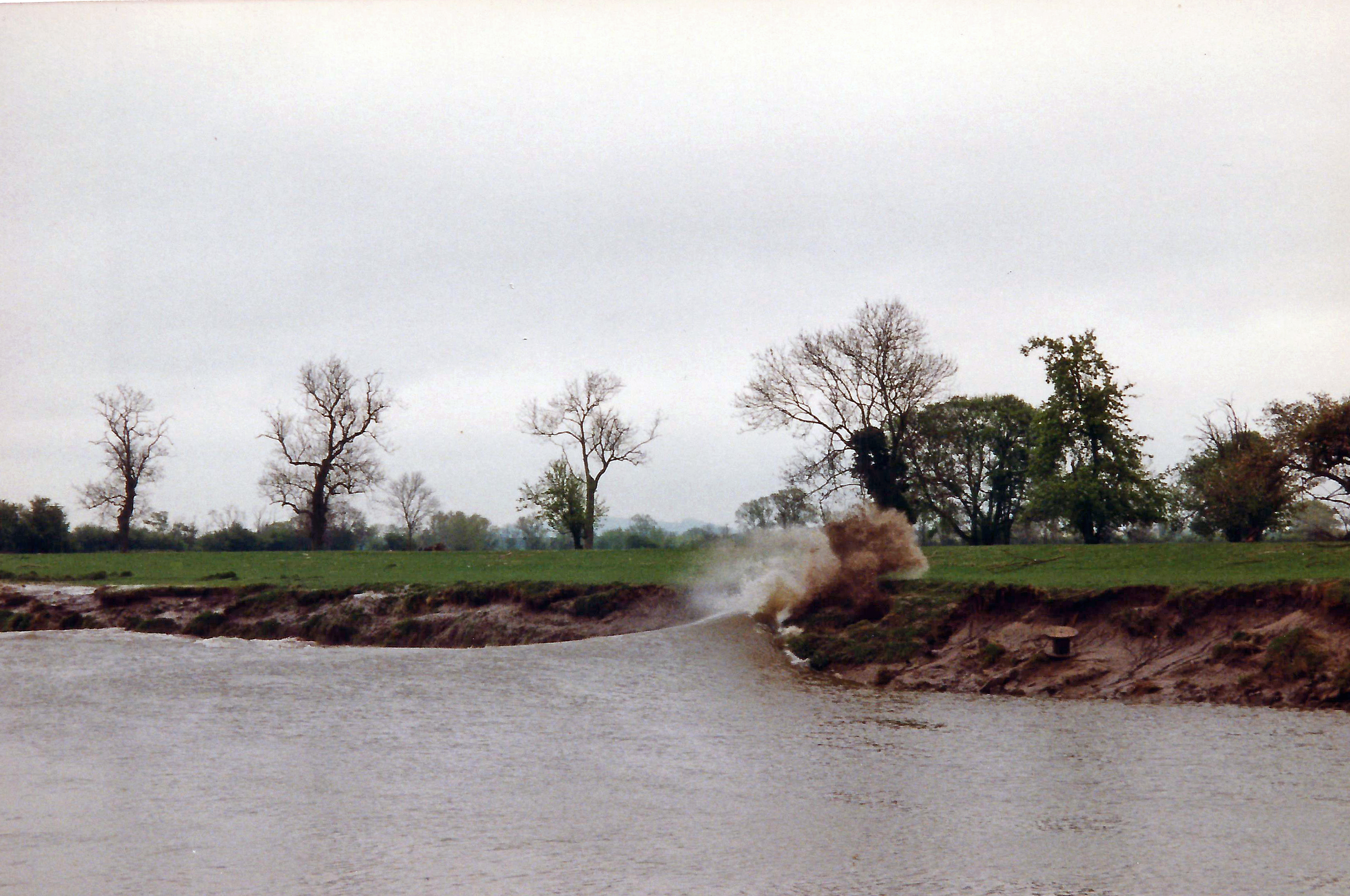
Macareo rompiendo contra la orilla del río en 1994

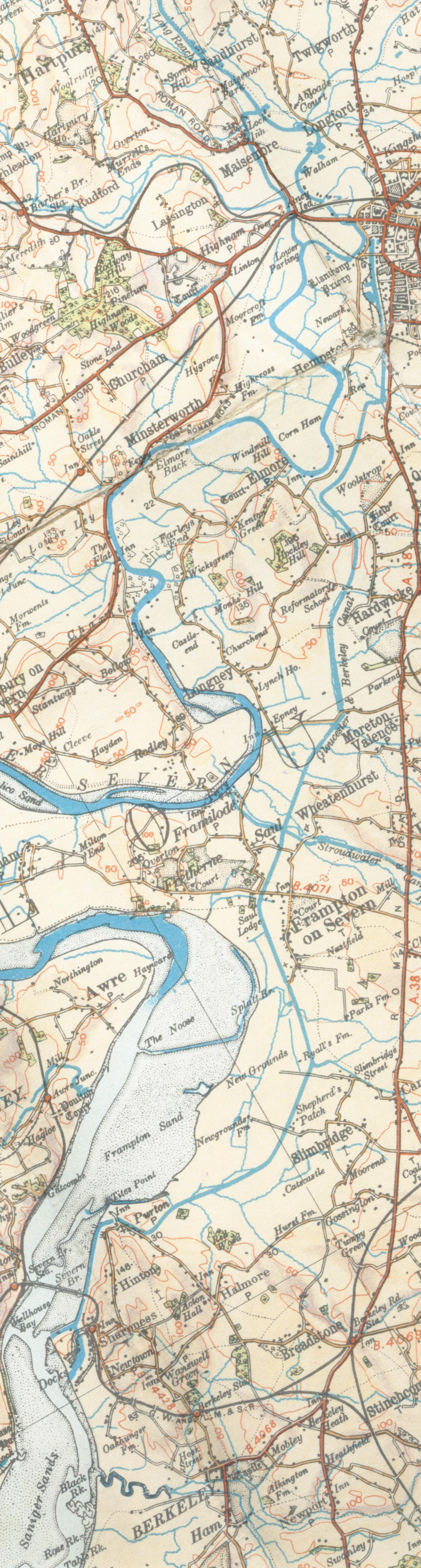
Partes del río Severn afectadas por la ola

El macareo del Severn (nombre original en inglés: Severn bore) es una ola fluvial que remonta los tramos afectados por la marea a lo largo del río Severn, en el suroeste de Inglaterra. 
Se forma cuando la marea ascendente se desplaza hacia el canal de Brístol (con forma de embudo) y desde allí al estuario del Severn, de modo que el flujo emergente se abre paso aguas arriba en una serie de olas, hasta alcanzar Gloucester y más allá.

## Características generales
El macareo del Severn se comporta de manera distinta en diferentes tramos del río. Así, en las partes más anchas y próximas al mar, en los mayores canales, se aprecia como una ligera ondulación, con el agua invadiendo la arena y las marismas de las orillas. En los tramos superiores más estrechos, el río ocupa toda el área entre sus orillas y el macareo avanza en una serie de olas que se desplazan río arriba. Cerca de Gloucester, el agua que avanza supera dos azudes, y a veces otro más en Tewkesbury, antes de frenarse por completo finalmente. 
Los macareos están presentes en aproximadamente 130 días al año, concentrados en las fechas inmediatamente posteriores a la luna nueva y a la luna llena. Su tamaño y sincronización dependen de factores como el momento de la marea alta; la presión barométrica; la velocidad y dirección del viento; la cantidad de agua que baja por el río; y las condiciones hidráulicas de los canales principales de drenaje. 
El fenómeno puede presenciarse desde varios puntos de observación, o también a lo largo de la orilla del río o en el entorno de los bancos de inundación. Históricamente, el macareo fue importante para la navegación de las embarcaciones que visitaban los muelles de Gloucester, pero dejó de serlo con la construcción de una ruta alternativa, el Canal de Gloucester y Sharpness, que se inauguró en 1827. Hoy en día, el macareo suscita el interés de los surfistas y piragüistas que intentan cabalgar las olas. 

## Formación
El estuario del Severn, que desemboca en el Canal de Brístol, tiene una de las carreras de marea más grandes del mundo -alrededor de 13 metros- solo superado por la bahía de Fundy y, posiblemente, por la bahía de Ungava, ambas en Canadá.
El flujo de la marea se origina lejos de la costa, en medio del océano Atlántico. Se mueve hacia el continente europeo a aproximadamente 1100 km/h. Cuando alcanza la plataforma continental, su velocidad disminuye a aproximadamente 320 km/h y su elevación aumenta. Al acercarse al Canal de Brístol, una parte del flujo tiene que adaptarse al ancho cada vez menor, aumentando su altura. Cuando alcanza el Severn propiamente dicho, su ancho ha disminuido de 160 km a menos de 8 km, y su altura es de casi 15 m. A medida que el lecho del estuario comienza a elevarse y las orillas continúan convergiendo, se forma el macareo y comienza a subir río arriba en una corriente de marea. 
El borde frontal de la ola es marcado, mientras que el borde posterior es más plano. El macareo consta de tres o cuatro ondas considerables, seguidas de algunas de tamaño decreciente. Al igual que con otras olas, la onda tiende a romperse en lugares poco profundos y cerca de la orilla, y fluye suavemente en aguas profundas. La ola viaja río arriba contra la corriente del río a una velocidad de entre 12 y 20 km/h.
En la parte inferior y más amplia del estuario, cerca de Avonmouth, la marea avanza produciendo un leve movimiento en los canales de aguas profundas, y el agua se extiende rápidamente por las arenas y los bancos de lodo. Más allá de Sharpness, comienza a formarse el macareo y cuando se encuentra con la gran curva a la izquierda del río en Hock Cliff, se estrella frontalmente contra las rocas. 
Reconfigurada, la ola corre río arriba cerca de la orilla de Overton, antes de cruzar el estuario hacia Box Cliff. A medida que rodea la curva de herradura, se mantiene hacia el exterior, pero luego se mueve hacia el lado este del río. Por encima de Longney Sands, el río se estrecha abruptamente hasta medir tan solo cien metros. Las arenas disminuyen, y el canal ocupa todo el cauce del río. A partir de aquí, el macareo se convierte en el fenómeno espectacular que la gente espera. Desde Minsterworth hasta Gloucester, el ancho del río varía poco y la ola continúa sin obstáculos, golpeando las orillas del lado exterior de las curvas y rompiendo en lugares poco profundos. En Lower Parting, cerca de Gloucester, se divide en dos para pasar a ambos lados de la isla Alney. Ambas ramas superan unas represas y se reincorporan en Upper Parting. El macareo, ya muy disminuido, todavía continúa avanzando aguas arriba. En mareas particularmente altas, el agua puede sobrepasar la represa de Tewkesbury, e incluso el pie de la presa en Worcester puede experimentar un aumento en el nivel del agua de 30 cm más o menos.

## Sincronización

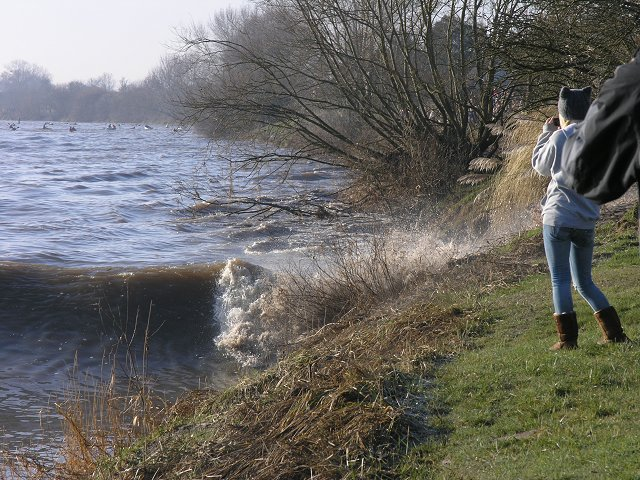
Este macareo, cerca de la posada Severn Bore, fue más pequeño de lo previsto

Los macareos más grandes se producen alrededor de la época de los equinoccios, pero olas más pequeñas remontando el río se pueden ver durante todo el año. 
Hay alrededor de 260 macareos al año, dos veces al día en 130 días. Debido a que están asociados con las fases de la luna, el primero ocurre entre las 7 a. m. y el mediodía, y el segundo entre las 7 p. m. y la medianoche GMT, con los macareos más grandes entre las 9 y las 11, tanto por la mañana como por la noche. Las mayores olas se registran entre uno y tres días después de las lunas nuevas y llenas, y las más pequeñas, en los días que preceden y siguen a las olas máximas.
Los horarios y las predicciones de las alturas de la ola se publican cada año. Sin embargo, las alturas y los tiempos están sujetos a variaciones menores. La altura aumenta con un fuerte viento del suroeste u oeste, baja presión barométrica, aproximadamente 60 cm de agua dulce aguas abajo de Gloucester, y los canales del estuario limpios. La altura se ve disminuida por los fuertes vientos del este o el norte, la alta presión barométrica y poca agua dulce debajo de Gloucester, o también por el exceso de agua dulce. El macareo se adelanta cuando sopla viento fuerte del suroeste u oeste, se registra baja presión barométrica, el río lleva un calado de entre 0,6 y 1,5 m de agua dulce, y los canales del estuario están limpios. Por el contrario, se retrasa por fuertes vientos del este o del norte, alta presión barométrica, poca agua dulce y canales serpenteantes y con sedimentos. La dirección del viento en el mar es más importante que el flujo de aire local. 
Siendo el inicio de la marea de inundación, el macareo se acompaña de un rápido aumento en el nivel del agua, que continúa durante aproximadamente una hora y media después de que la ola haya pasado. 
El macareo del Severn no es una ola solitaria o solitón autorreforzante, sino que se trata de una onda de choque que se forma porque la ola viaja más rápido que la velocidad de propagación de la ola en el agua por delante del macareo (véase macareo para más detalles). El paso del macareo provoca una agitación del agua, y la miríada de pequeñas burbujas que explotan contribuye en gran medida al rugido que se produce. La mayor ola registrada en el Severn se produjo el 15 de octubre de 1966, cuando alcanzó una altura de 2,80 m en Stonebench.

## Puntos de observación

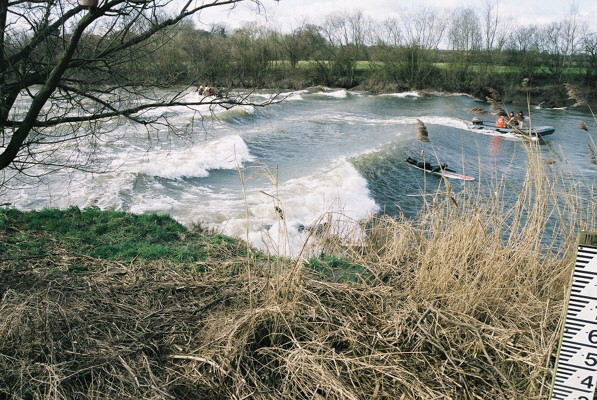
El macareo del Severn cerca de Over Bridge

Hay varios puntos de observación desde los que se puede ver el macareo; aunque los espectadores no tienen por qué limitarse a estos puntos, dado que la mayoría de las orillas de los ríos y los bancos de inundación son senderos públicos. Las multitudes a menudo se reúnen en los miradores populares, y estacionar un automóvil cerca del río puede resultar difícil.
Relacionada con el momento de la marea alta en Sharpness, la ola pasa por Newnham en Severn una hora antes; por Framilode y Arlingham veinticinco minutos antes, por Epney veinte minutos antes; por Minsterworth coincidiendo con la marea alta; por Stonebench, en la orilla este, quince minutos después de la marea alta; y por Over Bridge treinta y cinco minutos después.
Uno de los principales puntos de observación está en Minsterworth, en el Severn Bore Inn, situado junto a la carretera A48. Otro buen lugar para ver el espectáculo es el Over Bridge, pero la vista allí está bastante restringida por el puente ferroviario adyacente.

## Navegación y surf
El río Severn se considera un río navegable y Gloucester solía ser un puerto importante, por lo que el transporte marítimo tenía que lidiar con el macareo. Los barcos pueden utilizar la marea desde Sharpness hasta Gloucester. La marea superará a la embarcación, pero al cronometrar el viaje correctamente, una barcaza puede llegar a Gloucester en alta mar. Descender es más difícil, y las barcazas a menudo necesitaban comenzar su descenso con una marea, amarrarse antes de cruzar Longney Sands, y terminar el descenso en la siguiente marea. Estos inconvenientes para acceder a Gloucester se superaron cuando se abrió el Canal de Gloucester y Sharpness en 1827, evitando la necesidad de usar el río para llegar en barco a Gloucester.

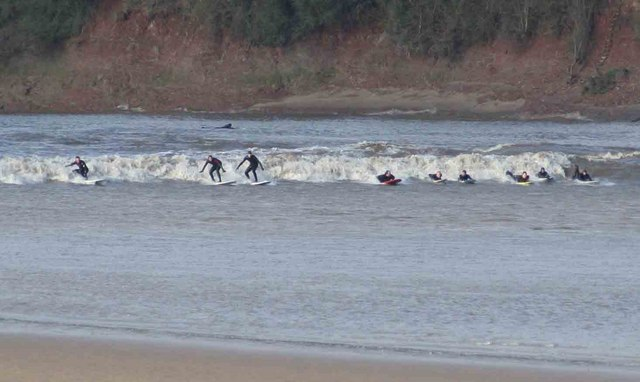
Surfistas cabalgando el macareo del Severn

Los entusiastas del surf fluvial intentan cabalgar sobre la ola, que en condiciones normales puede ser de 2,1 m de altura. El río fue surfeado por primera vez en 1955. El protagonista de la idea fue Jack Churchill, un veterano de la Segunda Guerra Mundial condecorado con la Cruz Militar, y conocido por llevar una espada escocesa y por ser el único soldado aliado que mató a un enemigo con un arco durante la guerra. Se convirtió en un entusiasta del surf en su vida posterior. Para surfear en el Severn, utilizó una tabla que él mismo había diseñado.
En septiembre de 2005, varios cientos de surfistas se reunieron en Newnham on Severn para celebrar los 50 años desde el primer intento registrado de surfear el Severn, y para ver el estreno de Longwave, una película histórica realizada por Donny Wright que documenta la evolución de este deporte desde su inicio en 1955. En marzo de 2006, Steve King, un ingeniero de ferrocarriles de Gloucestershire, estableció un récord mundial al lograr el recorrido en surf más largo en un río mientras navegaba en el macareo del Severn. King navegó río arriba una distancia de 12,2 km, estableciendo un récord mundial Guinness.
En los días en que se espera un gran macareo, se pueden acumular cientos de entusiastas del surf en el río, esperando a que lleguen las olas. Los riesgos en condiciones de agua alta pueden incluir árboles flotantes, porciones colapsadas de la orilla del río, ramas colgantes e incluso animales de granja muertos. Los Fideicomisarios del Puerto de Gloucester, como autoridad portuaria competente para esta parte del río, han emitido una guía de seguridad para surfistas, piragüistas, pequeñas embarcaciones y usuarios de la orilla del río en relación con el macareo.

## Registros históricos
Un relato del siglo dieciocho sobre el macareo del Severn, atribuido al secretario de la Royal Society Charles Blagden (fallecido en 1820), se encuentra en la colección de los Archivos de Gloucestershire bajo la referencia de Glos. RO, D 1914. En el relato, el autor describía cómo se elevaba una ola a 2,40 m y cómo cabalgaba a caballo acortando las curvas del río para "adelantar" a la ola, como los observadores modernos aún intentan hacerlo. Indica que el fenómeno se conoce como "cabeza de marea", y el autor señala al final que en otros lugares tales cosas se conocen como "boar" o "bore".